# CM-10
La CM-10 est une voie rapide autonome de Castille-La Manche qui entoure Guadalajara par le nord. D'une longueur de 3,6 km environ, elle relie l'A-2 à la zone industrielle El Henares. Elle dessert tout le nord de Guadalajara. C'est une voie express 2x2 voies séparée par un terre plein central.

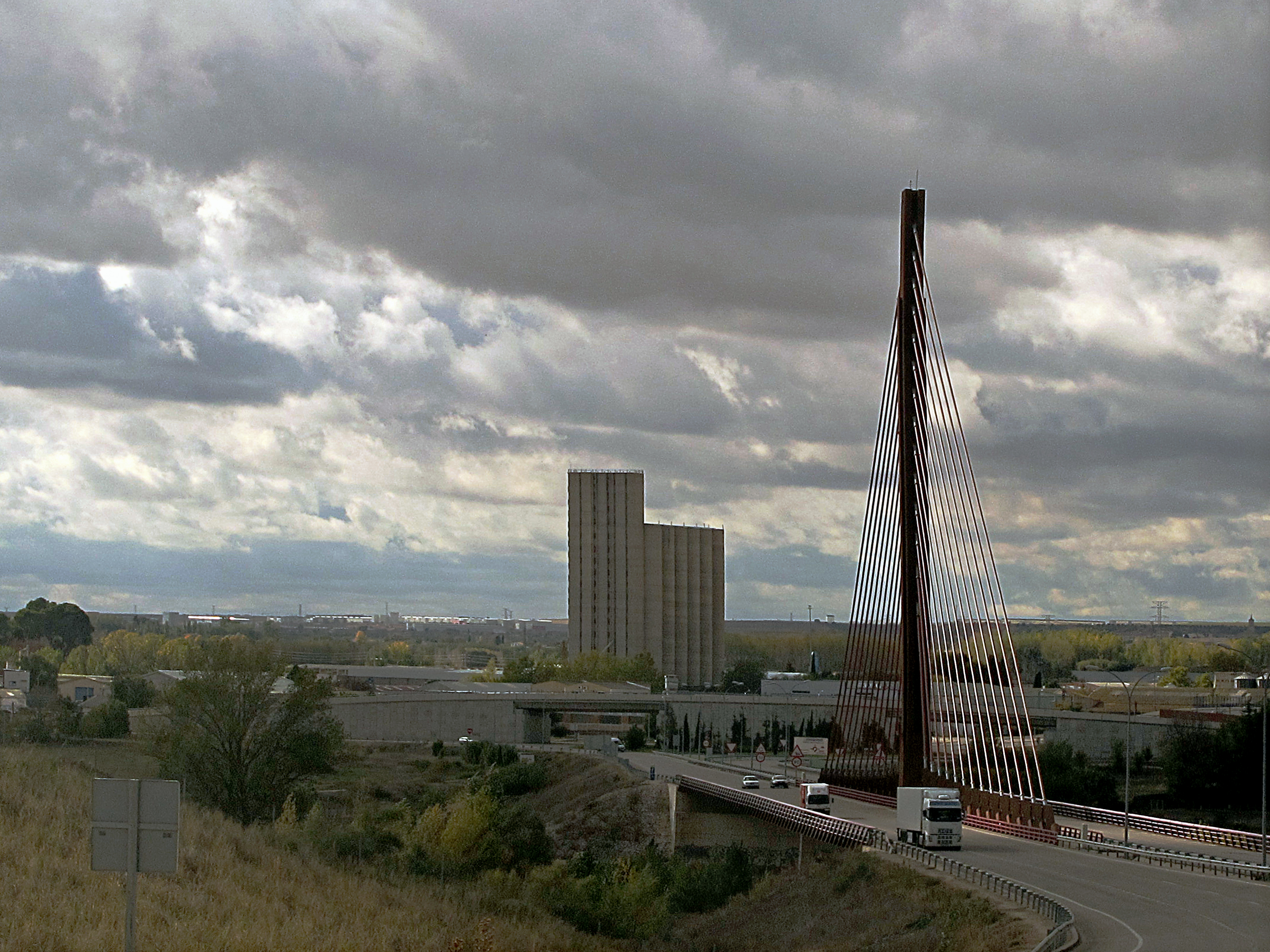
Arriaca Bridge, traversant le CM-10 sur la rivière Henares.

## Tracé
- Elle débute au nord-est de Guadalajara par un échangeur sur l'A-2 pour ensuite longer le nord de la ville avant d'arriver à son terme à l'est de la zone industrielle El Henares

## Sorties
| Numéro de la sortie | Nom de la sortie | Bifurcation |
| ------------------- | --- | ----------- |
|                     | Guadalajara Sud - Madrid Saragosse - Calatayud                                                                         | A-2         |
| Sortie              | Guadalajara Nord - Guadalajara-Avenida de Aguas Vivas                                                                  |             |
|                     | Guadalajara Ouest - Guadalajara-Calle de Fransico Aritio Zone Industrielle El Henares - Yunquera de Henares Madrid R-2 |             |